# Atenógenes Silva y Álvarez Tostado
Atenógenes Silva y Álvarez Tostado (Guadalajara, 22 agosto 1848 – Morelia, 21 febbraio 1911) è stato un arcivescovo cattolico messicano.

## Biografia
Compì gli studi nella città natale e fu ordinato prete nel 1871.
Già docente presso il seminario diocesano, nel 1880 fu nominato parroco di Ciudad Guzmán e nel 1888 canonico della cattedrale di Guadalajara.
Come canonico, collaborò alla fondazione dell'ospedale del sacro Cuore, dove preparò un gruppo di giovani donne a dare inizio alla congregazione delle Figlie del Sacro Cuore di Gesù; aiutò anche Isaura de la Cueva Ramírez ad avviare le sue compagne alla vita religiosa istituendo le Suore del Sacro Cuore e dei poveri.
Eletto vescovo di Colima nel 1892, allentò i legami con le Figlie del Sacro Cuore di Gesù, mentre rafforzo quelli con le Suore del Sacro Cuore e dei poveri, che trasferirono la loro sede nella città di residenza vescovile dell'ecclesiastico; tale legame si mantenne anche dopo la sua promozione, nel 1900, ad arcivescovo di Michoacán.
Fu insignito della gran croce dell'Ordine di Isabella la Cattolica.

## Genealogia episcopale e successione apostolica
La genealogia episcopale è:
- Cardinale Scipione Rebiba
- Cardinale Giulio Antonio Santori
- Cardinale Girolamo Bernerio, O.P.
- Arcivescovo Galeazzo Sanvitale
- Cardinale Ludovico Ludovisi
- Cardinale Luigi Caetani
- Cardinale Ulderico Carpegna
- Cardinale Paluzzo Paluzzi Altieri degli Albertoni
- Papa Benedetto XIII
- Papa Benedetto XIV
- Papa Clemente XIII
- Cardinale Marcantonio Colonna
- Cardinale Giacinto Sigismondo Gerdil, B.
- Cardinale Giulio Maria della Somaglia
- Cardinale Carlo Odescalchi, S.I.
- Vescovo Francisco Pablo Vásquez Bizcaíno
- Vescovo Juan Cayetano José María Gómez de Portugal y Solis
- Vescovo Angel Mariano de Morales y Jasso
- Arcivescovo José Lázaro de la Garza y Ballesteros
- Arcivescovo Pedro José de Jesús Loza y Pardavé
- Arcivescovo Atenógenes Silva y Álvarez Tostado

La successione apostolica è:
- Vescovo Rómulo Betancourt y Torres (1900)